# Višķi
För andra betydelser, se Višķi (olika betydelser).
Višķi (polska: Wyszki, ryska: Вишки) är en ort i Lettland.   Den ligger i kommunen Daugavpils novads, i den sydöstra delen av landet, 190 km sydost om huvudstaden Riga. Višķi ligger 105 meter över havet och antalet invånare är 251.
Terrängen runt Višķi är huvudsakligen platt. Višķi ligger nere i en dal. Runt Višķi är det glesbefolkat, med 16 invånare per kvadratkilometer. Närmaste större samhälle är Aglona, 17,0 km nordost om Višķi. Omgivningarna runt Višķi är en mosaik av jordbruksmark och naturlig växtlighet.